# پیتر زیمونیشک
پیتر زیمونیشک (آلمانی: Peter Simonischek؛ ‏۶ اوت ۱۹۴۶ – ۲۹ مهٔ ۲۰۲۳) بازیگر اتریشی بود. او از سال ۱۹۸۰ در بیش از ۶۰ فیلم ایفای نقش کرده‌است و یکی از بازیگران نامدار تئاتر در اتریش بود.

## فیلم‌های منتخب
| عنوان فیلم   | سال ساخت |
| ------------ | -------- |
| ترس و عشق    | ۱۹۸۸     |
| موفقیت       | ۱۹۹۱     |
| بومی         | ۲۰۰۲     |
| اینجا        | ۲۰۰۳     |
| اکتبر نوامبر | ۲۰۱۳     |
| تونی اردمان  | ۲۰۱۶     |
| کورسک        | ۲۰۱۸     |